# Rhipha spitzi
Rhipha spitzi är en fjärilsart som beskrevs av Rothschild 1937. Rhipha spitzi ingår i släktet Rhipha och familjen björnspinnare. Inga underarter finns listade.